# Jardin de la mémoire de Nyanza
 (août 2025).
Le Jardin de la mémoire de Nyanza (en anglais : Nyanza Garden of Memory ; en kinyarwanda : Ubusitani bw'Urwibutso buri ku Rwibutso rwa Nyanza) est un site mémoriel et commémoratif du génocide de 1994 perpétré contre les Tutsi au Rwanda.

## Emplacement

### Localisation
Le Jardin de la mémoire de Nyanza est situé à Nyanza, dans le district de Kicukiro à Kigali. Il fait partie des principaux lieux de recueillement et d’hommage aux victimes du génocide au Rwanda.

### Contexte
| \| 150 km1:3 445 000 \| Kibuye Gisenyi Bisesero Ntarama Kigali Nyamata Murambi Rusiga |
| 150 km1:3 445 000                                                                     |

| Mémoriaux du génocide des Tutsis au Rwanda |
| (2018) Année d'inauguration                |

Le Jardin de la mémoire de Nyanza fait partie d'un ensemble de nombreux sites commémoratifs, tombes communes présents sur le territoire du Rwanda et en dehors, liés au génocide de 1994.
Quelques sites commémoratifs font partie du patrimoine mondial de l'UNESCO.

## Histoire et signification

### La naissance du projet et la construction
L'artiste Bruce Clarke participe à la réalisation du projet,,,,,.

### L'inauguration, la signification
Le site a été inauguré le 11 octobre 2022 par Jeannette Kagame,.
Chaque année, le 11 avril, une cérémonie commémorative est organisée sur le site, là où des milliers de réfugiés tutsi, abandonnés par ceux qui devaient les protéger, sont massacrés en avril 1994. Plus de 105 600 victimes y sont inhumées, dont près de 3 000 tuées le soir du 11 avril 1994. Seuls une centaine de survivants sont secourus par l’Armée patriotique rwandaise.
Le site rappelle également l’échec de la communauté internationale à prévenir le génocide.

## Description du Jardin de la mémoire
| Vidéo externe |                                                                                         |
|               | Jardin de la Mémoire and what its features symbolise\|The New Times Rwanda\|27 mai 2022 |

Le Jardin de la mémoire de Nyanza est l’un des trois lieux de mémoire du génocide dans la zone de Nyanza-Kicukiro. Il a été conçu pour symboliser l’ensemble du pays, en référence à la manière dont le génocide s’est déroulé à ciel ouvert, dans tous les paysages du Rwanda.
1. La Forêt de la Mémoire : accueille progressivement cent arbres, symbolisant les cent jours du génocide. Trois essences traditionnelles rwandaises y sont plantées :
  - le ficus, qui représente la famille Umuvumu,
  - le corail d’Abyssinie (Umuko), symbole de protection et de beauté,
  - l’acacia, symbole de résistance, de résilience et de dialogue.
2. La pelouse centrale et l’amphithéâtre : Au centre du jardin, une vaste pelouse entourée de bancs permet le recueillement, tandis qu’un amphithéâtre peut accueillir jusqu’à 3 000 personnes lors des cérémonies commémoratives[11].
3. Les œuvres et les parcours mémoriels : Des figures peintes, œuvre de l’artiste Bruce Clarke, représentent la noblesse des victimes disparues et des survivants. Un couloir de méditation, longé de bancs et de fleurs, invite à l’introspection[5].
4. Symbolique du paysage : Le jardin épouse la topographie des collines de Kigali, en référence aux nombreux lieux où les Tutsi tentèrent de se cacher durant le génocide, y compris forêts, marais et champs[5].
5. La grande flamme et les jardins secs : La Grande flamme de la mémoire est allumée lors des commémorations, symbolisant l’espoir et la continuité de la vie. Deux jardins secs, plantés de pierres, succulentes et cactus, honorent la mémoire de plus d’un million de victimes – chaque pierre déposée par un survivant représente une vie unique.
6. La grande pierre commémorative : Le 8 avril 2019, à l’ouverture du vingt-cinquième anniversaire du génocide, la Première Dame du Rwanda, Jeannette Kagame, a inauguré une grande pierre symbolisant l’éternité de la mémoire des victimes, des survivants et des soldats du Front patriotique rwandais (FPR) qui mirent fin au génocide[5].

## Particularités
Le site se trouve à proximité du mémorial du Génocide de Nyanza Kicukiro. Les deux étant séparés par une route. Le jardin et le mémorial se trouvent en périphérie de la ville de Kigali, au bord d'une des routes principales de la ville. Des cérémonies commémoratives, notamment lors de la période du Kwibuka s'y déroulent.

### Exposition
- Je vous écris du Jardin de la Mémoire - Installation, Galerie Porte 2a, Bordeaux, France en 2000 par Bruce Clarke.